# 夜游小銀漢魚
夜游小銀漢魚，為輻鰭魚綱銀漢魚目擬銀漢魚科的其中一種，分布於東太平洋秘魯、厄瓜多及智利海域，為熱帶魚類，體長可達10公分，棲息在底中層水域，以浮游生物為食，生活習性不明。